# Tuyến Silom
Tuyến BTS Silom (tiếng Thái: รถไฟฟ้า สายสีลม) hoặc Tuyến xanh lá đậm, là một tuyến tàu điện ngầm thuộc BTS Skytrain tại Bangkok, Thái Lan. Nó được quản lý bởi Bangkok Mass Transit System PCL (BTSC), một công ty con thuộc BTS Group Holdings, dưới sự nhượng quyền của Chính quyền Đô thị Bangkok (BMA). Tuyến Silom chủ yếu phục vụ tại tuyến đường Silom và Sathon, quận kinh doanh trung tâm của Bangkok, ga cuối đặt tại Sân vận động quốc gia và Bang Wa. Tổng chiều dài tuyến là 14,67 km bao gồm 14 nhà ga.

## Lịch sử
Ban đầu tuyến bao gồm 7 nhà ga từ Sân vận động Quốc gia (W1) đến Saphan Taksin (S6) khi BTS lần đầu tiên mở cửa vào ngày 5 tháng 12 năm 1999. Nhà ga S4 không nằm trong kế hoạch ban đầu được hoàn thành vào năm 2021. Một đoạn mở rộng 2,2 km bắc qua sông đến Wongwian Yai (S8) mở cửa vào ngày 15 tháng 5 năm 2009 sau 2 năm trì hoãn. Đoạn 5,3 km mở rộng bao gồm 4 nhà ga từ Wongwian Yai (S8) đến Bang Wa (S12) mở cửa vào ngày 5 tháng 12 năm 2013 sau khi bị trì hoãn bởi trận lụt Bangkok năm 2011.

## Công trình hiện tại và mở rộng
Tổng hợp các công trình mở rộng của tuyế BTS Silom:
- 5 tháng 12 năm 1999: Sân vận động Quốc gia (W01) – Saphan Taksin (S06)
- 15 tháng 5 năm 2009: Saphan Taksin (S06) – Wong Wian Yai (S08)
- 12 tháng 1 năm 2013: Wong Wian Yai (S08) – Pho Nimit (S09)[3]
- 14 tháng 2 năm 2013: Pho Nimit (S09) – Talat Phlu (S10)
- 5 tháng 12 năm 2013: Talat Phlu (S10) – Bang Wa (S12)
- 8 tháng 2 năm 2021: Saint Louis (S4)

### Mở rộng lần 1 đến Wong Wian Yai
Vào ngày 18 tháng 10 năm 2005, không đạt được sự chấp thuận từ chính phủ, Chính quyền Đô thị Bangkok (BMA) quyết định tài trợ và hoàn thành 2,2 kilômét (1,4 mi) tuyến Silom mở rộng đến ga Krung Thonburi (S07) và ga Wongwian Yai (S08). Công trình được khởi công vào ngày 13 tháng 12 năm 2005 và hoàn thành trong 2 năm sau đó. Tuy nhiên, do gặp phải vấn đề đấu thầu và lắp đặt hệ thống tín hiệu Bombardier mới nên đẩy lùi thời gian mở cửa. Sau đó chính thức hoạt động vào ngày 15 tháng 5 năm 2009. Tuy nhiên, ke ga đơn tại ga Saphan Taksin chỉ có một đường ray, dẫn đến tình trạng trì hoãn giờ cao điểm. Vào năm 2012, BMA công bố kế hoạch phá dỡ ga Saphan Taksin trong tương lai. Kế hoạch hiện tại sẽ xây dựng ke ga mới để loại bỏ tình trạng ùn tắc và giúp cho nhà ga liên kết tốt với các bến phà. Kế hoạch bao gồm tái thiết kế đường cầu cạn để khớp với nhà ga mới.

### Mở rộng lần 2 đến Bang Wa
Lần mở rộng 5,3 km bao gồm 4 nhà ga từ Wongwian Yai (S8) đến Bang Wa (S12) tại quận Phasi Charoen khởi công từ quý 2 năm 2011 với tiến độ hoàn thành vào cuối năm 2012. Chỉ có các nhà ga thiết kế dạng cầu cạn được hoàn thành trước. Tuy nhiên, công trình bị trì hoãn vài tháng do tình trạng lụt ở Bangkok vào cuối năm 2011. Pho Nimit mở cửa ngày 12 tháng 1 năm 2013, Talat Phlu mở cửa ngày 14 tháng 2 2013, và hai nhà ga cuối cùng mở cửa ngày 5 tháng 12 năm 2013. Đoạn mở rộng được vận hành bởi 6 đoàn tàu cùng đưa đón do chưa hoàn thành đoạn Wongwian Yai (S8) và Talat Phlu (S10). Hai ga còn lại Wutthakat (S11) và Bang Wa (S12) mở cửa ngày 5 tháng 12 năm 2013.

### Ga Saint Louis (S4) – Tuyến Silom
Vào năm 2018, quyết định xây dựng ga Saint Louis (S4) (ban đầu là Sueksa Wittaya). Công trình nhà ga bắt đầu từ tháng 8 năm 2019 và đạt 25% khối lượng tính đến cuối năm 2019. Đến tháng 8 năm 2020, công trình đạt 50% nhưng trễ 30% tiến độ do ảnh hưởng của COVID.
Nhà ga mở cửa vào ngày 8 tháng 2 năm 2021.

## Nhà ga

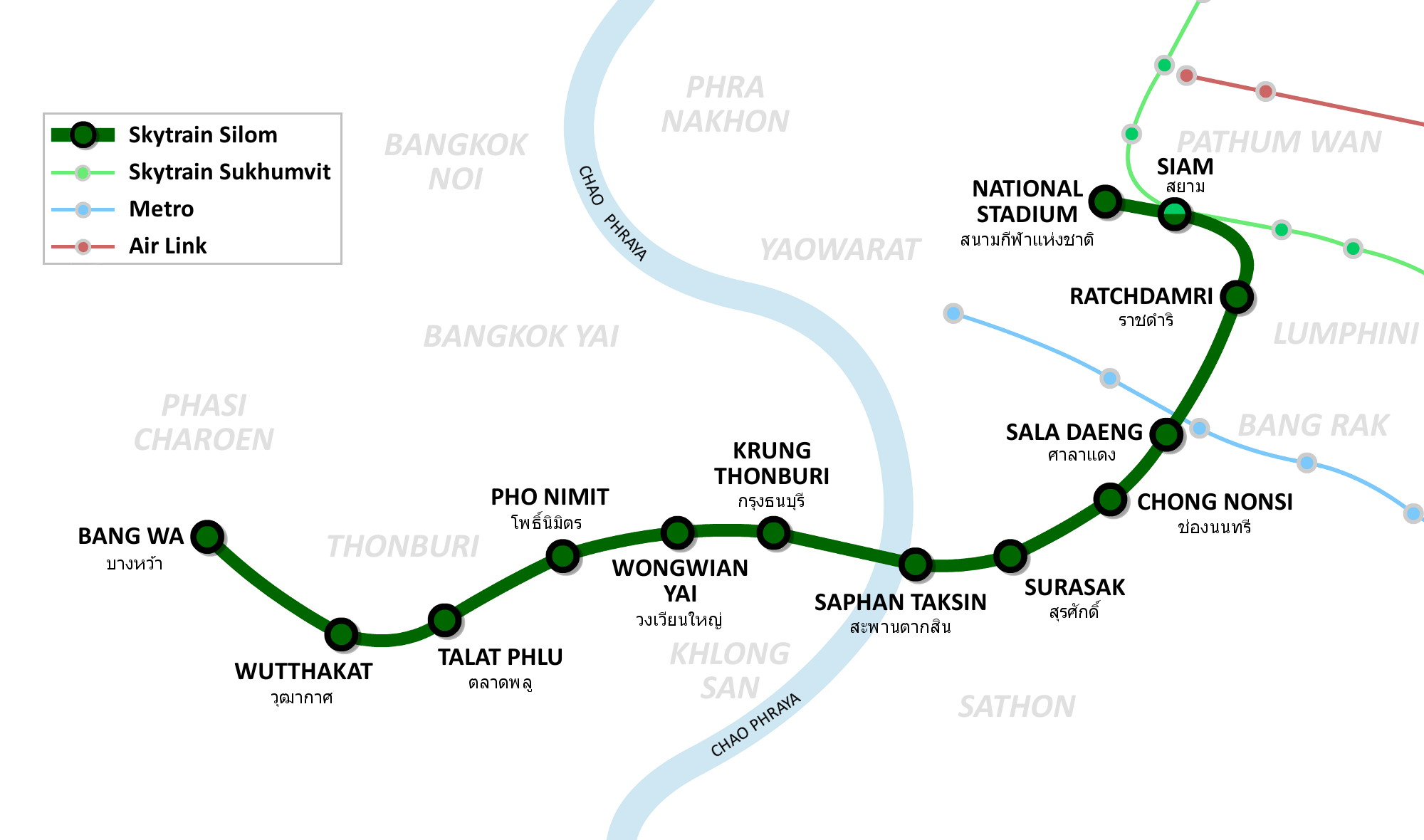
Route map as of 2015

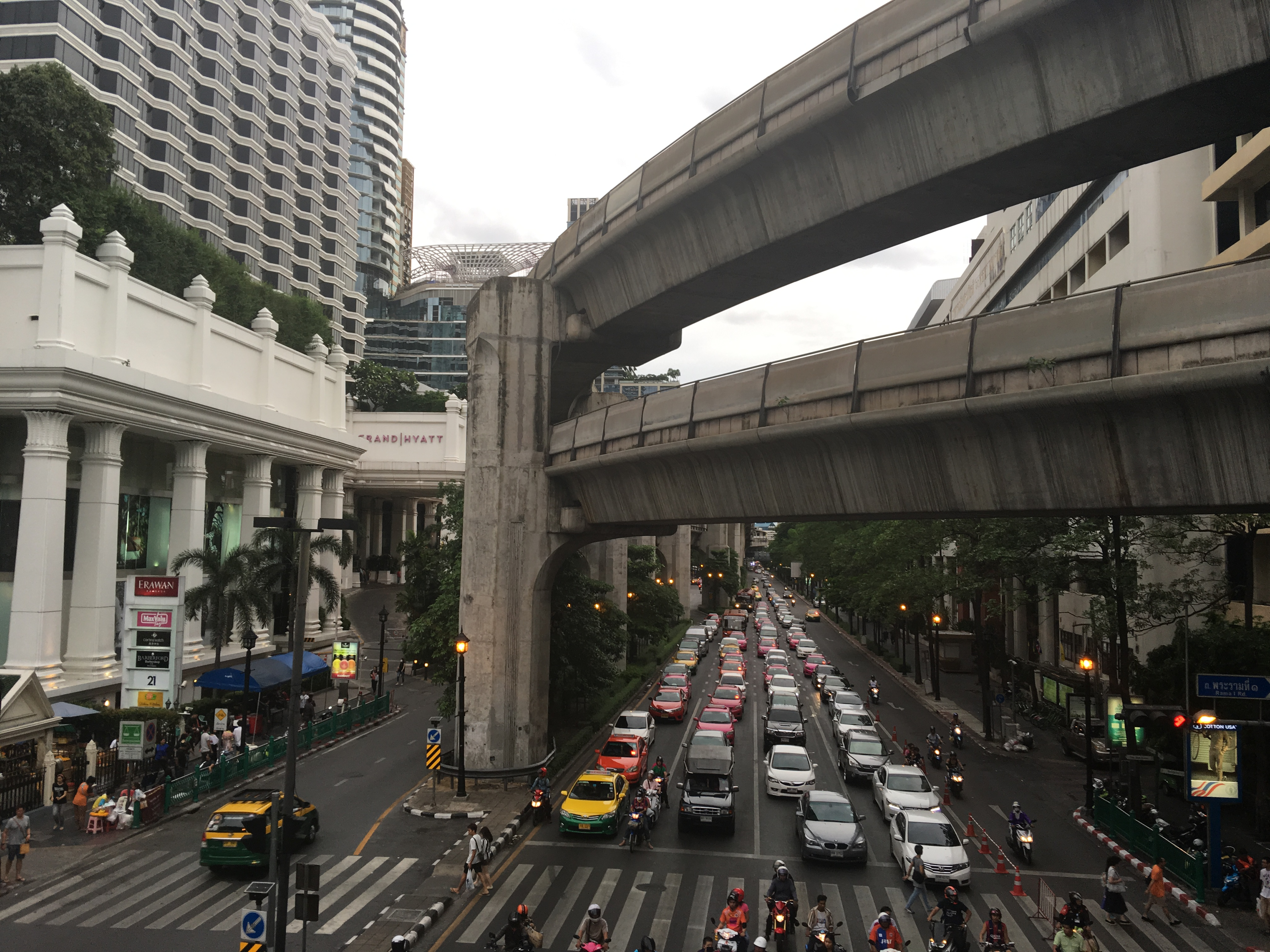
Cầu cạn giữa Siam và Ratchadamri

| Mã | Tên ga                                              | Tên ga        | Chuyển đổi                                          | Vị trí                  | Vị trí  |
| Mã | Tiếng Anh                                           | Thái          | Chuyển đổi                                          | Vị trí                  | Vị trí  |
| -- | --------------------------------------------------- | ------------- | --------------------------------------------------- | ----------------------- | ------- |
|    |                                                     |               |                                                     |                         |         |
|    | Sân vận động quốc gia (RTGS: Sanam Kila Haeng Chat) | สนามกีฬาแห่งชาติ |                                                     | Pathum Wan              | Bangkok |
|    | Siam (RTGS: Sayam)                                  | สยาม          | BTS                                                 | Pathum Wan              | Bangkok |
|    | Ratchadamri                                         | ราชดำริ        |                                                     | Pathum Wan              | Bangkok |
|    | Sala Daeng                                          | ศาลาแดง       | MRT                                                 | Bang Rak                | Bangkok |
|    | Chong Nonsi                                         | ช่องนนทรี       | MRL Kết nối với BRT                                 | Bang Rak                | Bangkok |
|    | Saint Louis (RTGS: Sen Lui)                         | เซนต์หลุยส์      |                                                     | Bang Rak và Sathon      | Bangkok |
|    | Surasak                                             | สุรศักดิ์         |                                                     | Bang Rak và Sathon      | Bangkok |
|    | Saphan Taksin                                       | สะพานตากสิน    | Kết nối với Chao Phraya Express Boat và Sathon Pier | Bang Rak và Sathon      | Bangkok |
|    | Krung Thon Buri                                     | กรุงธนบุรี       | BTS                                                 | Khlong San              | Bangkok |
|    | Wongwian Yai                                        | วงเวียนใหญ่     | MRT (chấp nhận) SRT (Kế hoạch)                      | Khlong San              | Bangkok |
|    | Pho Nimit                                           | โพธิ์นิมิตร       |                                                     | Thon Buri               | Bangkok |
|    | Talat Phlu                                          | ตลาดพลู        | [Kết nối với BRT]                                   | Thon Buri               | Bangkok |
|    | Wutthakat                                           | วุฒากาศ        | SRT (Kế hoạch)                                      | Thon Buri và Chom Thong | Bangkok |
|    | Bang Wa                                             | บางหว้า        | MRT                                                 | Phasi Charoen           | Bangkok |
|    |                                                     |               |                                                     |                         |         |